# Chucul

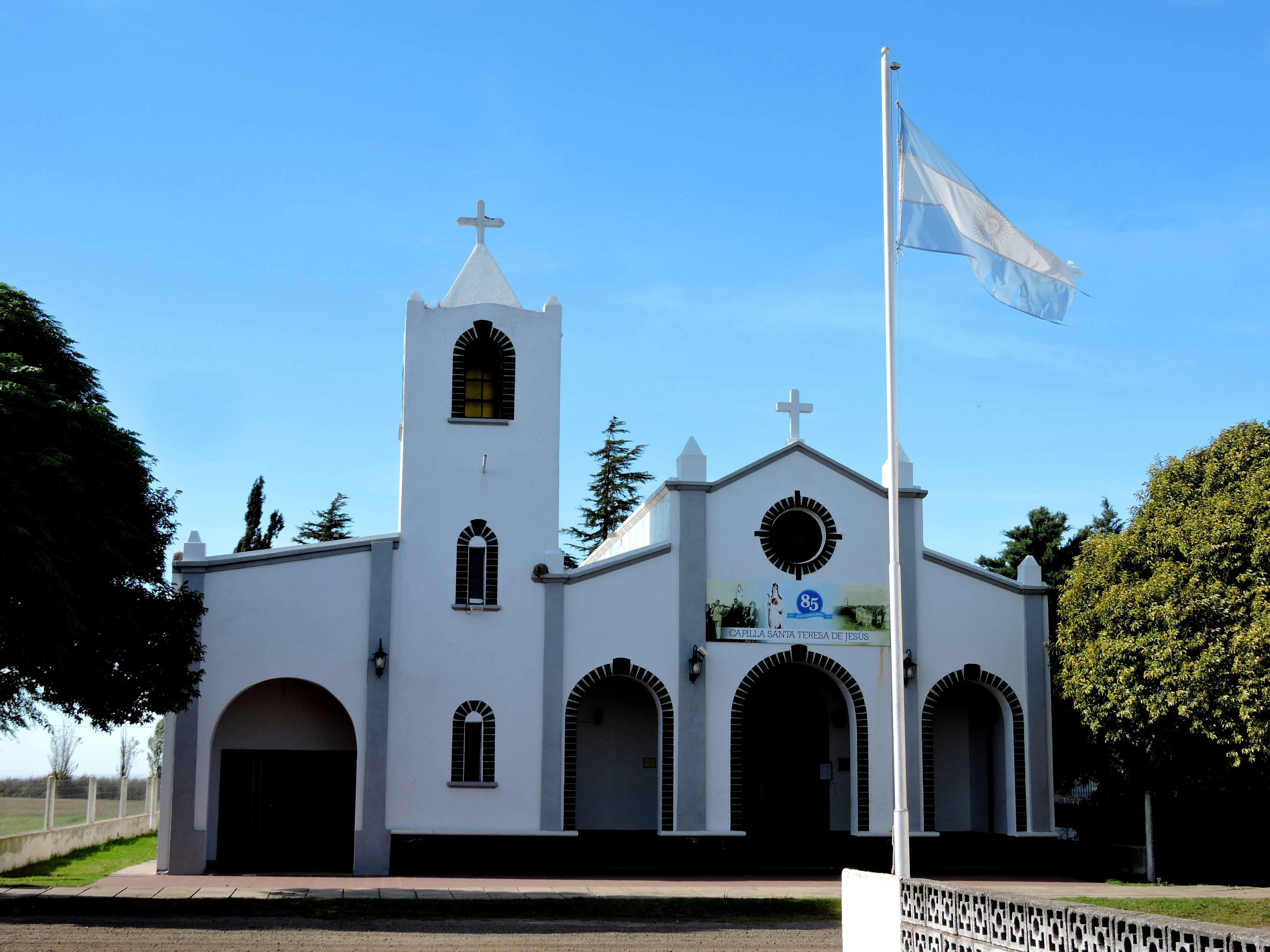
Capela de Santa Tereza de Chucul

Chucul é uma comuna da província de Córdoba, na Argentina.